# Station Muret
Station Muret is een spoorwegstation in de Franse gemeente Muret.